# Charmentray
Charmentray är en kommun i departementet Seine-et-Marne i regionen Île-de-France i norra Frankrike. Kommunen ligger i kantonen Mitry-Mory som tillhör arrondissementet Meaux. År 2022 hade Charmentray 294 invånare.

## Befolkningsutveckling
Antalet invånare i kommunen Charmentray
| Referens: INSEE |